# NGC 40
NGC 40，也稱為蝴蝶結星雲和科德韋爾2，是威廉·赫歇爾在1788年11月25日發現的一個行星狀星雲。這顆垂死的恆星已經拋出了它的外殼，並且留下較小、且有炙熱氣體圍繞著的，表面溫度高達50,000K；來自恆星的輻射導致外層倍加熱至10,000K，並且膨脹至約1光年的直徑。 科學家估計，在30,000年後，NGC 40將逐漸暗淡，而只留下一顆如同地球大小的白矮星。

## 外部連結
- WikiSky上关于NGC 40的内容：DSS2, SDSS, GALEX, IRAS, 氢α, X射线, 天文照片, 天图, 文章和图片